# Forces Libanaises
Die Forces Libanaises (FL; arabisch القوات اللبنانية al-Quwwāt al-lubnāniyya, reichsaramäisch ܚܝܠܘܬܐ ܠܒܢܢܝܐ haylawothe lebnanoye; englisch Lebanese Forces; deutsch „Libanesische Kräfte“) sind eine politische Partei im Libanon.
Sie wurden als christliche Miliz im Jahre 1977 von Bachir Gemayel gegründet, der 1982 zum Präsidenten gewählt und ermordet wurde. Die FL spielten eine maßgebliche Rolle im Libanesischen Bürgerkrieg (1975–1990). Nach dessen Ende wandelte sich die FL unter Führung von Samir Geagea vom militärischen Verband in eine Partei um, deren Aktivitäten allerdings durch die pro-syrischen Regierungen stark beschränkt wurden. Erst die gegen die syrische Präsenz im Libanon gerichtete „Zedernrevolution“ Anfang 2005 und der darauffolgende Abzug der syrischen Truppen brachte auch der FL die lang erstrebte Bewegungsfreiheit. Bei der Parlamentswahl 2018 gewannen die FL 15 Mandate in der Abgeordnetenkammer.

## Inhaltliches Profil

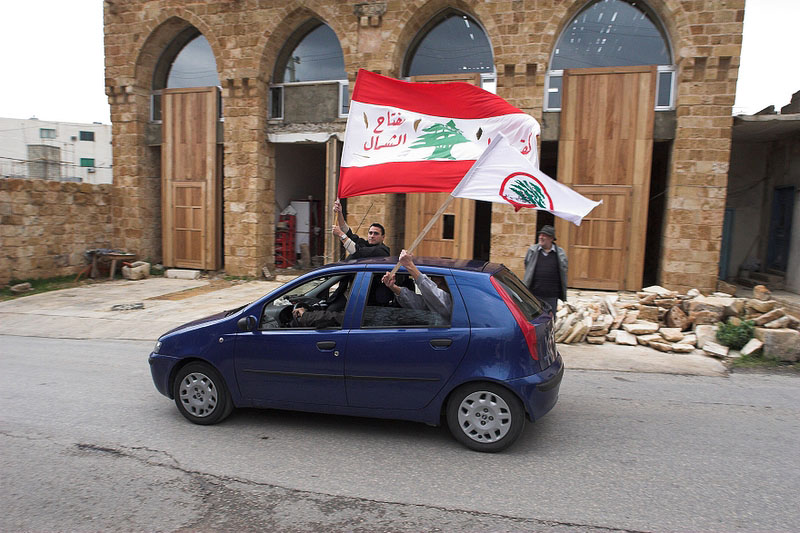
Anhänger der Forces Libanaises (2005)

Die Partei betrachtet sich selbst als nationalistisch und rechtskonservativ.
Die Forces Libanaises treten zwar für ein säkularisiertes Staatswesen ein, in der politischen Landschaft des Libanon aber, in der die Parteien weniger für politische Ideologien, sondern jeweils eher für ihre christliche bzw. muslimische Konfession stehen, stellen die FL die Vertretung der Christen dar, die im Libanon rund 39 % der Bevölkerung stellen.
Darin haben sich auch ostchristliche gleichgesinnte Personen und Institutionen organisiert wie die assyrische Schuraya-Partei.

## Geschichte

### Gründungszeit 1977–1982

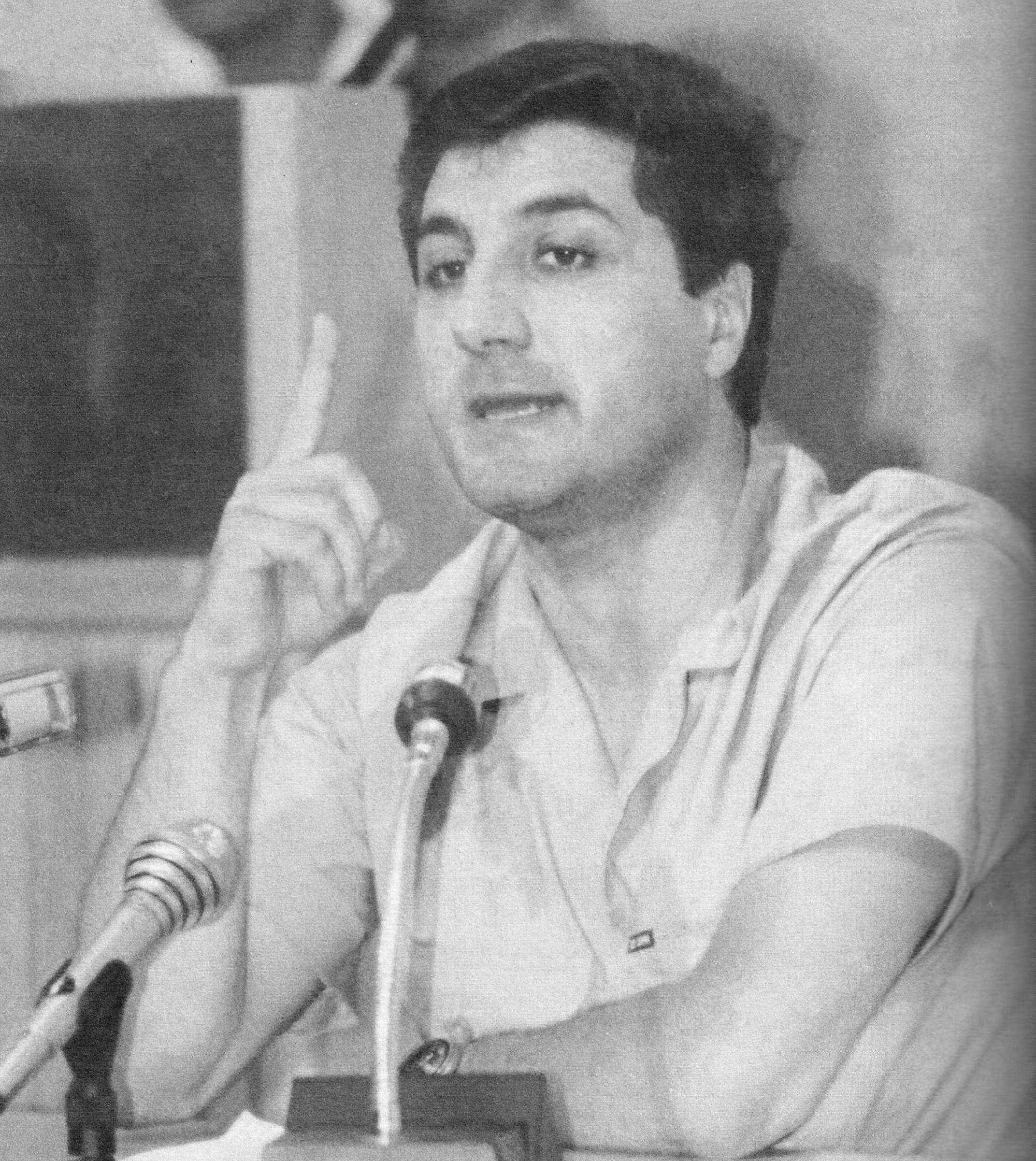
Bachir Gemayel, Gründer und erster Kommandeur der FL

Die FL wurden in Opposition gegen das Bündnis von palästinensischen und linksgerichteten, vorwiegend muslimischen Milizen im Jahre 1977 von Bachir Gemayel gegründet. Die FL stellte damit die militärische Ergänzung zur Libanesischen Front (Front libanaise), der damaligen politischen Vertretung der Maroniten, dar. Dabei bildete die FL einen eher losen Zusammenschluss mehrerer christlicher Milizen, darunter die Ahrar („Tiger-Miliz“), die mit der Nationalliberalen Partei des früheren Präsidenten Camille Chamoun in Verbindung stand, und die Wächter der Zedern, angeführt von Étienne Saqr, doch wurde die FL vor allem von der Phalange des Bachir Gemayel dominiert, dem militärischen Arm der Kata’ib unter Gemayels Vater, Pierre Gemayel, die alleine schon bald 20.000 Mann unter Waffen hatte.
Bachir Gemayel nutzte die Dominanz der Kata’ib, um die kleineren christlichen Milizen in die FL zu absorbieren, wobei man vor Gewaltakten nicht zurückschreckte. Bei einem Überfall auf ein Anwesen des früheren Präsidenten Suleiman Frangieh in Zgharta im Jahre 1978, wurde dessen Sohn und Anführer der Marada-Brigade Tony Frangieh mitsamt seiner Familie ermordet. In einem Überraschungsangriff am 7. Juli 1980 wurde die Ahrar, die Mitglied der FL war, von Gemayels Kämpfern ausgeschaltet, sodass nunmehr die FL die einzige verbliebene ernstzunehmende militärische Kraft im christlichen Lager war.

### Amtszeit Amin Gemayels 1982–1988
Am 6. Juni 1982 marschierten israelische Truppen im Südlibanon ein, um von dort agierende muslimische Milizen auszuschalten. Die FL kooperierte zwar nicht offiziell mit der israelischen Armee, es bestanden aber inoffizielle Kontakte, auch wurden einige FL-Verbände von Israel militärisch ausgebildet, was im muslimischen Lager Libanons propagandistisch gegen die FL verwertet wurde.
Am 20. August landete eine multinationale Truppe in Beirut, die den zuvor vereinbarten unbehelligten Abzug der PLO aus dem Libanon garantieren sollte. Unter ihrem Schutz wurde Bachir Gemayel am 23. August 1982 vom Parlament mit 57 von 92 Stimmen zum Staatspräsidenten gewählt – die Verfassung von 1926 sieht vor, dass der Staatspräsident ein maronitischer Christ, der Regierungschef ein sunnitischer und der Parlamentspräsident ein schiitischer Muslim sein muss, die meisten muslimischen Abgeordneten hatten die Abstimmung boykottiert –, doch vor dem für den 23. September vorgesehenen Amtsantritt wurde er, gemeinsam mit 25 anderen Menschen, am 14. September durch eine Explosion in seinem Hauptquartier in Achrafieh getötet. Für die Tat wurde der syrische Geheimdienst verantwortlich gemacht.
An Gemayels Stelle wurde sein älterer Bruder Amin Gemayel zum Präsidenten gewählt, er amtierte von 1982 bis 1988. Er galt als weit weniger radikal und suchte eher den Ausgleich mit den Muslimen, angesichts der Besetzung großer Teile des Landes durch ausländische Truppen (im Süden durch Israel, im Norden durch Syrien) und der unkontrollierten Herrschaft unabhängiger Warlords und ihrer Milizen fiel es ihm allerdings schwer, die Autorität der verfassungsmäßigen Institutionen durchzusetzen. Die Führung der FL ging unterdessen an Fadi Afrem über, dessen Verhältnis zum kompromissbereiten Amin Gemayel distanziert bis frostig war. Der politische Druck von Seiten Gemayels führte denn auch 1984 dazu, dass Frem von seinem Kommando enthoben und durch Fuad Abu Nader abgelöst wurde, einem Neffen Gemayels. Der neue FL-Chef war allerdings wiederum in den Reihen der FL unbeliebt und wurde bald durch eine Gruppe gestürzt, die von Samir Geagea und Elie Hobeika angeführt wurde. Hobeika war der Anführer der Milizen gewesen, die für das Massaker von Sabra und Schatila verantwortlich waren.
Hobeika, der selbst Ambitionen auf das Präsidentenamt hatte, nahm nun Verhandlungen mit der syrischen Seite auf, die dann tatsächlich am 28. Dezember 1985 zu einem ersten Friedensabkommen führten, das allerdings auf den Widerstand von Geagea und anderer führender FL-Vertreter stieß, die sich von Hobeika lossagten. Am 15. Januar 1986 griffen Hobeikas Gegner in der FL diesen in seinem Hauptquartier in Karantina an, wo er sich verschanzt hatte. Angesichts der militärischen Übermacht der Verbände Geageas musste Hobeika aufgeben, er floh zunächst nach Paris, später nach Damaskus. Nunmehr übernahm Geagea die Führung in der FL, die er reorganisierte. Außerdem initiierte er ein Wohlfahrtsprogramm, das die von der FL kontrollierten Gebiete mit finanziellen Hilfen ausstattete. Daneben suchte er Verbindungen zum Irak, dem traditionellen Rivalen Syriens, um sich von dort Waffen für seinen Kampf zu besorgen. Die Kata’ib löste sich nach dem Machtkampf zwischen Geagea und Hobeika Ende der 1980er Jahre von der FL.

### Amtszeit Aouns 1988–1990
Als 1988 Amin Gemayels Amtszeit endete, drohte eine Verfassungskrise, da sich die zerstrittenen Parteien nicht auf einen Nachfolger einigen konnten. Gemayel erklärte daraufhin kurz vor seinem Rücktritt den (christlichen) Chef der Libanesischen Armee, General Michel Aoun, zum Ministerpräsidenten und, bei Vakanz des Präsidenten, zum amtierenden Staatschef, womit er sich über die Tradition hinwegsetzte, dass das Amt des Regierungschefs einem Muslim vorbehalten sein sollte, was aber in der eigentlichen Verfassung nicht fixiert worden war. Daraufhin proklamierten die Muslime eine Gegenregierung in West-Beirut unter Selim al-Hoss, der bereits 1976–1980 Premierminister gewesen war und erneut seit 1987 amtiert hatte, von Gemayel aber abgesetzt worden war.
Seit April 1978 befand sich die libanesische Armee im Krieg mit Syrien, deren Truppen Aoun aus dem Land vertreiben wollte. Im christlichen Lager zeigte sich FL-Chef Geagea kritisch gegenüber den Erfolgsaussichten von Aouns Konzept eines gegen die syrische Besatzungsmacht im Norden gerichteten „Befreiungskrieges“ und weigerte sich, diesen zu unterstützen. Es kam bald zu einer Konfrontation, da Aoun als Chef der libanesischen Armee die militärische Befehlsgewalt über alle Truppen, also auch über die 10.000 Mann der FL, forderte. Während der Friedensprozess zwischen Christen und Muslimen Fortschritte machte und am 24. Oktober 1989 im Abkommen von Taif (Saudi-Arabien) gipfelte (es bekräftigte die alte konfessionelle Aufteilung der höchsten Staatsämter), kam es im christlichen Ost-Beirut zu vermehrten Spannungen zwischen FL und libanesischer Armee, die sich 1989 und 1990 in heftigen Straßenkämpfen entluden. Von der Beiruter Bevölkerung war kaum mehr ein Zehntel in der Stadt verblieben, rund eine Million Menschen waren vor den Kämpfen aus der Hauptstadt geflohen.
Nach dem Taif-Abkommen berief sich Syrien darauf, dass die Regierung Aoun verfassungswidrig sei; zunächst wurde der moderate Maronit René Moawad im November 1989 zum neuen (Gegen-)Präsidenten bestimmt, der allerdings nach nur 17 Tagen ermordet wurde. Sein Nachfolger wurde Elias Hrawi, der sich schließlich durchsetzen und bis 1998 amtieren konnte. Nachdem Aouns wichtigster Verbündeter Irak durch den zweiten Golfkrieg ab August 1990 als international isolierter Paria seinen Wert als Partner verloren hatte, gelang es der syrischen Armee schließlich am 13. Oktober 1990, Aoun im Präsidentenpalast in Baabda zur Kapitulation zu zwingen. Damit war der langjährige Bürgerkrieg im Wesentlichen beendet, Grundlage der wiederhergestellten staatlichen Ordnung bildete das Taif-Abkommen, aber vor allem die Präsenz der Syrer, denen gegenüber sich Hrawi am 22. Mai 1991 verpflichten musste, eine „brüderliche“ Politik zu betreiben und nicht gegen syrische Interessen zu handeln.

### Im Nachkriegs-Libanon

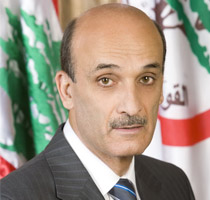
Samir Geagea (2008)

Entsprechend den Forderungen in den Friedensvereinbarungen wurde die FL-Miliz aufgelöst und in eine politische Partei umgewandelt. Der FL wurde eine Regierungsbeteiligung angeboten, die diese aber ablehnte. Das Monopol der militärischen Sicherung des Landes lag nunmehr offiziell bei der libanesischen Armee und der syrischen Besatzungsmacht. Dem FL-Chef Geagea wurde allerdings vorgeworfen, er versuche die FL als militärischen Verband zu erhalten und damit den Friedensprozess zu untergraben. Er selbst verteidigte sich damit, die Interessen der Christen gegen die repressive pro-syrische und pro-muslimische Politik der Staatsführung verteidigen zu müssen. Die Auseinandersetzungen spitzten sich weiter zu bis Samir Geagea 1994 inhaftieren und ihm und weiteren FL-Angehörigen den Prozess machen ließ. Geagea hatte sich bis zuletzt geweigert das Land zu verlassen, obwohl er viele Exilmöglichkeiten hatte.
Den Angeklagten wurden illegale Tätigkeit in einer Miliz, Anstiftung zu Gewalttaten und vor allem mehrere politische Morde in der Zeit des Bürgerkrieges zur Last gelegt, darunter an Premierminister Rashid Karami 1987 und am Führer der Nationalliberalen Partei Dany Chamoun 1990. Der Prozess endete mit der Verurteilung Geageas zum Tode (umgewandelt in lebenslange Einzelhaft). Er wurde von Beobachtern als einseitig und politisch motiviert gewertet, da zum einen die Beteiligung der Angeklagten nicht zweifelsfrei bewiesen werden konnte und andererseits derartige Anschläge im Bürgerkrieg zur Tagesordnung gehörten und von allen Seiten verübt wurden. Angesichts der politischen Dominanz der pro-syrischen Führung wählten viele FL-Mitglieder das Exil, um Repressionen und Verhaftungen im Libanon zu entgehen. Dennoch erreichte die FL u. a. bei de Kommunalwahl 1998 überraschend gute Ergebnisse. Das Präsidentenamt ging unterdessen 1998 von Hrawi auf Émile Lahoud, der bis November 2007 regierte.
Die politische Situation änderte sich schließlich radikal nach dem Attentat auf den Fahrzeugkonvoi des früheren libanesischen Premierminister Rafik al-Hariri am 14. Februar 2005. Im Libanon wurde die syrische Besatzungsmacht für den Mordanschlag verantwortlich gemacht und es kam zu Massendemonstrationen, die auch der FL neuen Auftrieb gaben. Diese „Zedernrevolution“ führte schließlich nicht nur dazu, dass die syrischen Truppen am 30. April tatsächlich den Libanon verlassen mussten, auch die pro-syrischen Kräfte im Libanon gerieten vollständig in die Defensive und mussten das Feld ihren Gegnern überlassen. Bei der Parlamentswahl vom Mai und Juni 2005 schloss sich die FL der anti-syrischen Allianz des 14. März an, einer Koalition unter Führung von Saad Hariri, dem Sohn des Ermordeten, die die Wahl mit 72 der 128 Sitze klar gewann. Die FL selbst erhielten bei dieser Wahl rund 4,5 % der Stimmen und erhielt damit fünf Sitze in der Abgeordnetenkammer. In der Folge kehrte Aoun aus dem Exil zurück und stellte sich im Libanon an die Spitze der Freien Patriotischen Bewegung (CPL). Zugleich wurde Geagea, nach elf Inhaftierungsjahren aus dem Gefängnis entlassen und von seinen Anhängern gefeiert. Die Beschränkungen für die politische Betätigung der FL wurden nach dem Abzug der Syrer hinfällig. In der anschließend gebildeten ersten Regierung des Ministerpräsidenten Fuad Siniora stellten die FL mit Joseph Sarkis den Tourismusminister. Im Kabinett Siniora II, das von Juli 2008 bis November 2009 regierte, stellten die FL den Justiz- und den Umweltminister.
Bei der Parlamentswahl im Juli 2009 waren die FL erneut Teil der siegreichen Allianz des 14. März und konnten die Zahl ihrer Abgeordnetenmandate auf 8 steigern. Anschließend stellten sie den Justiz- und den Kulturminister in Saad Hariris erstem Kabinett. Im zweiten Kabinett von Najib Mikati, das im Juni 2011 nach einer fünfmonatigen Regierungskrise gebildet wurde, waren die FL nicht mehr vertreten; auch nicht in der Nachfolgeregierung unter Tammam Salam, die ab April 2013 im Amt war. In der ersten Runde der libanesischen Präsidentschaftswahl im April 2014 kam der Kandidat der FL, Samir Geagea, auf den ersten Platz, war mit 48 Stimmen aber weit von der erforderlichen Zwei-Drittel-Mehrheit entfernt. Nach 45 erfolglosen Wahlgängen wurde im Oktober 2016 schließlich Michel Aoun zum neuen Präsidenten gewählt. Im Dezember 2016 wurde eine neue Regierung unter Saad Hariri gebildet, in der das FL-Mitglied Ghassan Hasbani stellvertretender Ministerpräsident und zugleich Gesundheitsminister war. Außerdem stellten die FL den Informations- und den Sozialminister. Die regulär bereits 2013 fällige Parlamentswahl wurde mehrmals verschoben und fand erst im Mai 2018 statt. Dabei steigerten sich die Forces Libanaises auf 9,2 Prozent der Stimmen und 15 Abgeordnetensitze – ihr bislang bestes Ergebnis. Im anschließend gebildeten Kabinett Saad Hariri III blieb Ghassan Hasbani Vizepremier und die FL erhielt drei weitere Ministerposten, darunter die frühere Fernsehjournalistin May Chidiac als Staatsministerin für Verwaltungsentwicklung. Im Kabinett Diab von Januar 2020 war die FL ebenso wenig vertreten wie in der seit September 2021 amtierenden Regierung Nadschib Miqati III.

## Parteiführung
Die FL werden von einem elfköpfigen Rat geleitet, dessen Präsident Joseph Gebeily ist. Zum Generalsekretär wurde Hanna Atik gewählt.